# Citrus County
Citrus County is een county in de Amerikaanse staat Florida.
De county heeft een landoppervlakte van 1.512 km² en telt 118.085 inwoners (volkstelling 2000). De hoofdplaats is Inverness.

## Bevolkingsontwikkeling

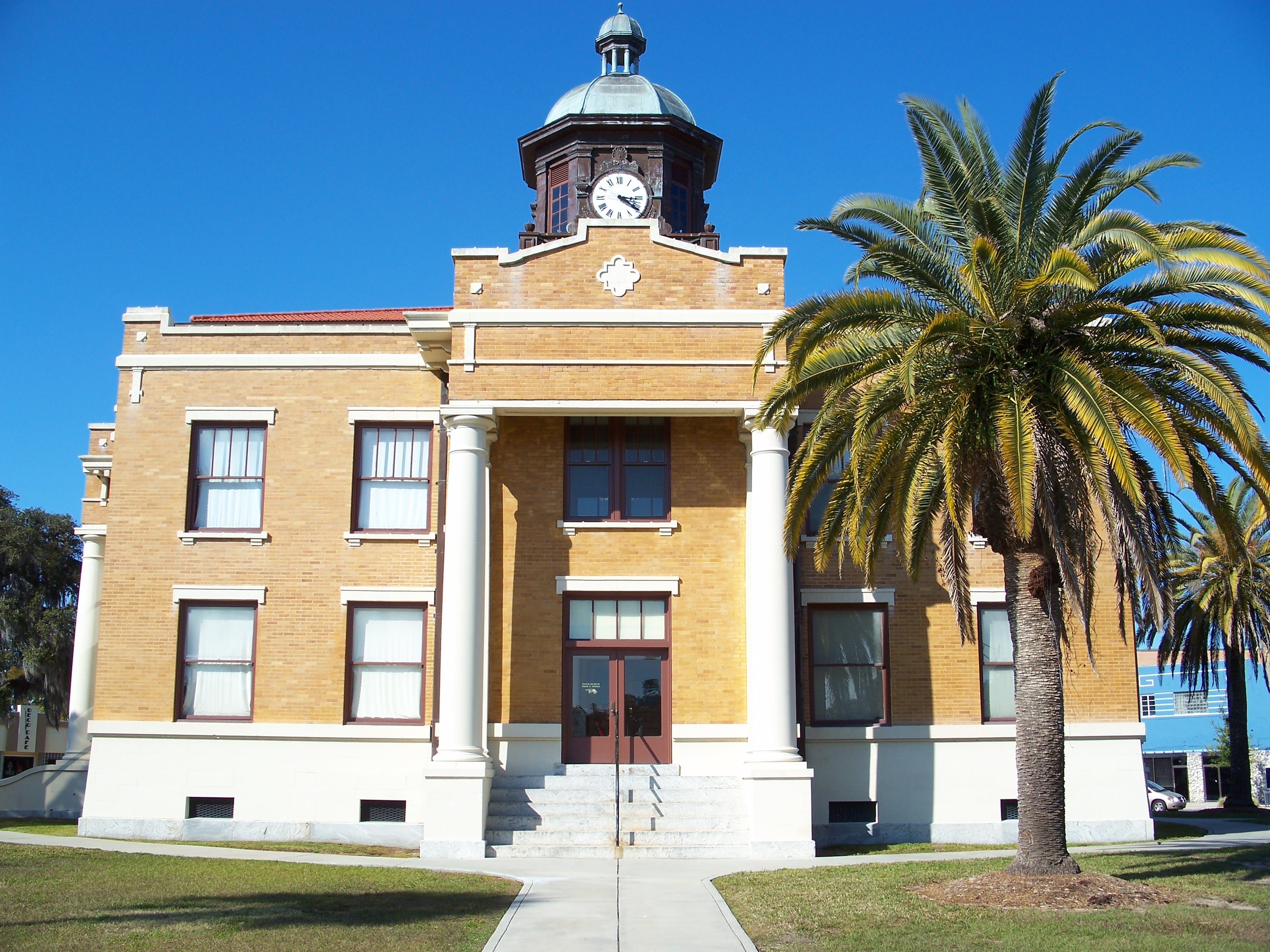
Citrus County Courthouse